# Lambersart
Lambersart è un comune francese di 28 698 abitanti situato nel dipartimento del Nord nella regione dell'Alta Francia.
Fa parte dell'area metropolitana di Lilla.

## Società

### Evoluzione demografica
Abitanti censiti